# Hypobapta barnardi
Hypobapta barnardi là một loài bướm đêm trong họ Geometridae.